# إيمانويلا سيتي كارارو
إيمانويلا سيتي كارارو (بالإيطالية: Emanuela Setti Carraro) (من مواليد 9 أكتوبر / تشرين الأول 1950 في بورغوسيشيا - والمُتوفاة في 3 سبتمبر / أيلول 1982 في باليرمو) هي ممرضة إيطالية وزوجة الجنرال كارلو ألبرتو دلا كييزا. راحت كارارو بعد أقل من شهرين من الزواج ضحيةً لهجوم أيه كيه -47 الذي شنته مافيا صقلية لقتل زوجها والضابط المرافق له دومينيكو روسو.

## حياتها
وُلدت كارارو في بورغوسيشيا، في مقاطعة فرشيلي ببييمونتي في عام 1950 لعائلة من «البرجوازية الجيدة» في ميلانو. تبعت إيمانويلا خطى والدتها وتخرجت كممرضة متطوعة في الصليب الأحمر الإيطالي. قضت كارارو فترة خدمة خاصة في المستشفى العسكري في ميلانو وغرف العمليات في معهد علم الأمراض الجراحي التابع لجامعة ميلانو. كان لدى كارارو شقيقان، الطبيب باولو جوزيبي وتاجر التحف الفنية جيوفاني ماريا. تزوجت كارارو من الجنرال كارابينيري محافظ بريفيكتوس في باليرمو كارلو ألبرتو دالا كييزا (الذي كان أرمل منذ عام 1978) في 10 يوليو 1982، بعد ترددات كثيرة من دالا كييزا بسبب الفجوة العمرية بينهما والتي وصلت لـ30 سنة)، لكنه رضخ بفضل تصميم إيمانويلا. تم الاحتفال بالزفاف في كنيسة صغيرة في إيفانو-فراسينا في مقاطعة ترينتو. وفي الأشهر القليلة التي قضتها في باليرمو، كانت هي الشخص الوحيد الذي كان الجنرال المحافظ إلى جانبه.

## وفاتها
في 3 سبتمبر 1982، في الساعة 9:15 مساءً، كانت إيمانويلا تقود سيارتها وزوجها إلى جانبها. تم العثور على جثثهم مليئة بالطلقات، مع الجنرال الذي أحاطها في محاولة لحمايتها بجسده. جاء وفقًا للتشريح الزمني، أن إيمانويلا كانت أول من تلقى رصاصات القتلة برئاسة بينو جريكو. بعد تبادل إطلاق النار مع عصابة أيه كيه -47 أطلق القتلة الرصاص على رأسها . على الرغم من أنها لم تكن أول امرأة ضحية للمافيا في ذلك الوقت، إلا أن وفاتها أثار الكثير من التأملات في تطور ممارسة المافيا، التي تخلت عن القاعدة «الشريفة» بعدم قتل النساء. دُفنت كارارو مع زوجها في بارما. يتم الاحتفاظ بصورة لها في متحف فوغيرا التاريخي.

## تراثها
تم تكريم كارارو بميدالية التربية الرياضية الإيطالية (الميدالية الذهبية في الاستحقاق من الصليب الأحمر الإيطالي) و ميدالية الصحة العامة ووسام الاستحقاق. كما سُميت العديد من المدارس والمرافق الصحية في جميع أنحاء إيطاليا على اسمها.